# Jaffa

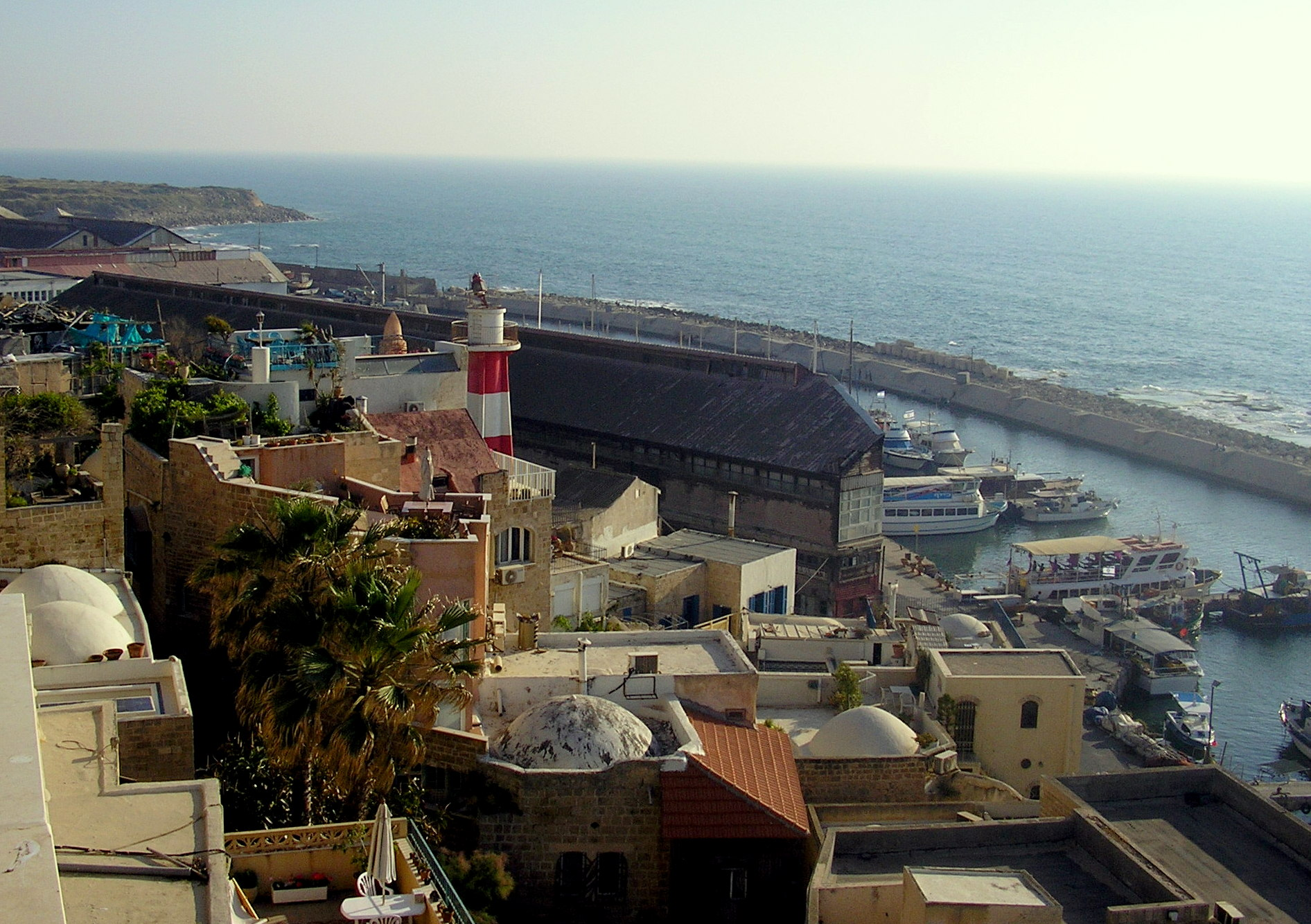
Přístav Jaffa

Jaffa (hebrejsky יָפוֹ‎, Jafo; arabsky يَافَا‎, Jafá; též Jaffo, biblicky Joppe) je starobylé přístavní město, které je označováno za jedno z nejstarších na světě. Nachází se jižně od Tel Avivu v Izraeli, při Středozemním moři. Dnes je městskou čtvrtí města Tel Aviv-Jaffa.

## Dějiny

### Etymologie
Jaffa patří k nejstarším stojícím starověkým přístavním městům na světě. Podle lingvistů byla pojmenována po Jefetovi, jednom ze tří Noemových synů, který město postavil 40 let po biblické potopě. Hebrejská etymologie dovozuje pojmenování Jaffy podle její krásy (jafa‎ – krásná). Helenistická tradice odkazuje ke jménu Iopeia, což je Kassiopeia, matka Andromedy. Podle Plinia staršího je název města spojen se jménem Iopa (Jopa), což měla být další dcera Aiola, boha větru. Řecké a latinské názvy jsou o stovky let mladší než název původní (nejpravděpodobněji západosemitský). Arabský geograf Al-Maqdisí  (†1282) nazýval město Yaffa.

### Starověk

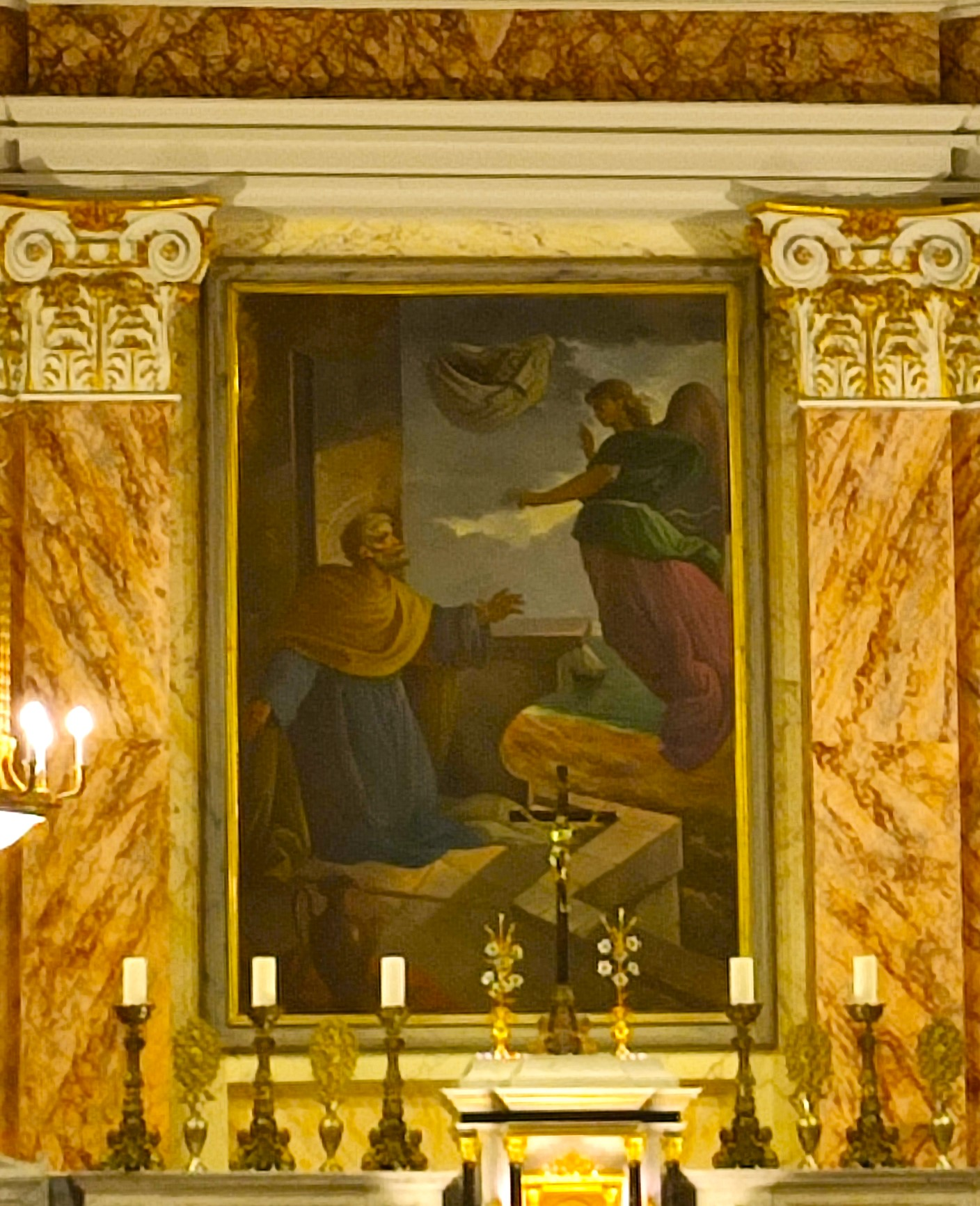
Oltářní obraz „Vidění Sv. Petra“, Kostel sv. Petra

Jaffa se ve starověku označovala Tel Jaffo. Svou polohou na skále 40 metrů nad mořem poskytovala důležitý rozhled nad pobřežím a ve vojenské historii se opakovaně stala důležitým strategickým místem. Při úpatí kopce se nacházely sladkovodní prameny. Zpětná eroze a staleté odnosy půdy výšku kopce ještě umocnily.
Jaffský přírodní přístav byl podle archeologických nálezů využíván již od doby bronzové, přibližně 1880 let př. n. l.  Písemně je poprvé zmíněn ve starověkém egyptském papyru z roku 1470 př. n. l., v němž je glorifikováno dobytí města vojskem faraona Thutmose III. pod velením generála Džehuty. Ten ukryl své ozbrojené bojovníky do velkých košů a ty následně daroval kanaánskému vůdci města jako zásilku zvířat. Tento příběh měl posloužit Homérovi k vyprávění o Trójském koni. 
Pod egyptským názvem Ja-Fo se město uvádí za faraónů Amenhotepa III. a Amenhotepa IV. v amarnských dopisech . Město bylo pod egyptskou nadvládou přibližně do roku 800 př. n. l.
Jaffa je zmíněna ve starozákonní Knize Jozue jako město v území kmene Dan a z toho důvodu se pobřežní nížina nazývá Guš Dan. Mnoho Danových potomků žilo podél pobřeží, stavěli lodě a rybařili. V Debořině písni se prorokyně ptá: דן למה יגור אוניות: „A proč Dan pobývá jako host na lodích?“
Král David a jeho syn Šalomoun dobyli Jaffu a užívali ji jako přístav, do kterého dopravovali cedry z Tyru pro stavbu Prvního Chrámu. Město zůstalo v židovských rukách i po rozdělení Izraelského království. V roce 701 př. n. l., v časech krále Chizkijáše (חזקיהו), pak asyrský král Sinacherib dobyl Judské království směrem od města Jaffa.
Jaffa byla seleukovským přístavem do doby, než byla osvobozena při povstání Makabejských. Při římském potlačení židovského povstání Jaffu zabral a podpálil Gaius Cestius Gallus. Římský židovský historik Josefus Flavius popsal, že bylo zmasakrováno 800 obyvatel. Piráti, kteří používali opravený přístav jako svou základnu, rozhněvali císaře Vespasiana, který město vyhladil a postavil na jeho místě citadelu pro římskou posádku.
V Novém zákoně je zmíněno, že apoštol Petr vzkřísil v Jaffě Tabitu. Později pak zde měl Petr vidění, ve kterém mu Bůh řekl, aby nerozlišoval mezi Židy a Nežidy či mezi košer a ne-košer. Toto vidění se pokládá za jeden z hlavních myšlenkových odklonů křesťanství od judaismu. Na událost upomíná oltářní obraz v římskokatolickém kostele Sv. Petra v Jaffě.

### Středověk

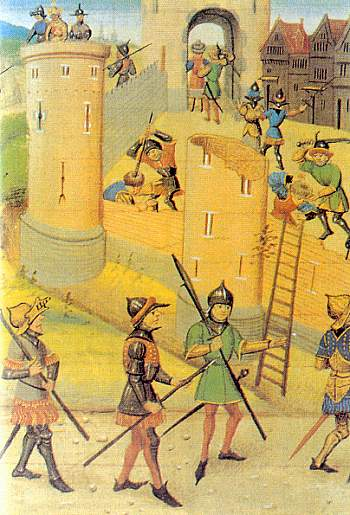
Saladin útočí na křižáky v Jaffě

Jaffa byla dobyta po první křížové výpravě Godefroyem z Bouillonu v roce 1100. O město se neúspěšně ucházel Daimbert z Pisy, první latinský jeruzalémský patriarcha. V pevnosti byl zřízen hospic pro křesťanské poutníky do Jeruzaléma, kteří připlouvali loděmi do zdejšího přístavu. Jaffa zůstala královským majetkem dalších deset let, dokud nebyla v roce 1110 předána Hugovi z Le Puiset. Když v roce 1134 Hugo II. z Le Puiset povstal proti králi Fulkovi z Anjou, bylo jaffské panství rozděleno na mnoho menších podílů a samotná Jaffa zůstala v majetku krále. Krátce na to byla Jaffa udělena Amaurymu, mladšímu synovi krále Fulka. V roce 1153 Fulkův první syn Balduin III. dobyl předsunutou baštu fátimovské moci Askalon, a přidal ji k teritoriu svého bratra Amauryho.
Jaffa a Askalon byli předány mimo královskou moc, když jejich držitelé uzavřeli manželství či jiné blízké příbuzenství s králem či jeho nástupci, či pokud vlastnictví přešlo přímo na nějakého člena královské rodiny. V této době se často stávalo, že byla Jaffa a Askalon předávána jednomu nebo více členům Amauryho první rodiny. V roce 1221 byla města předána králem Janem z Brienne do rukou jeho synovce Gautiera IV., když se oženil s vnučkou pozdějšího krále Amauryho II., který držel Hrabství Jaffu a Askalon po svém mladším bratrovi, králi Guyovi de Lusignan. Někdy kolem roku 1250 bylo hrabství předáno jedné z větví klanu Ibelinů. Když sultán Bajbars s mamlúckým vojskem  v roce 1268 Jaffu dobyl, stalo se hrabství jen formálním útvarem. Titul hraběte z Jaffy a Askalonu později znovu udělil až kyperský král Jakub II. Janu Perezu Fabricovi.

### Osmanská říše

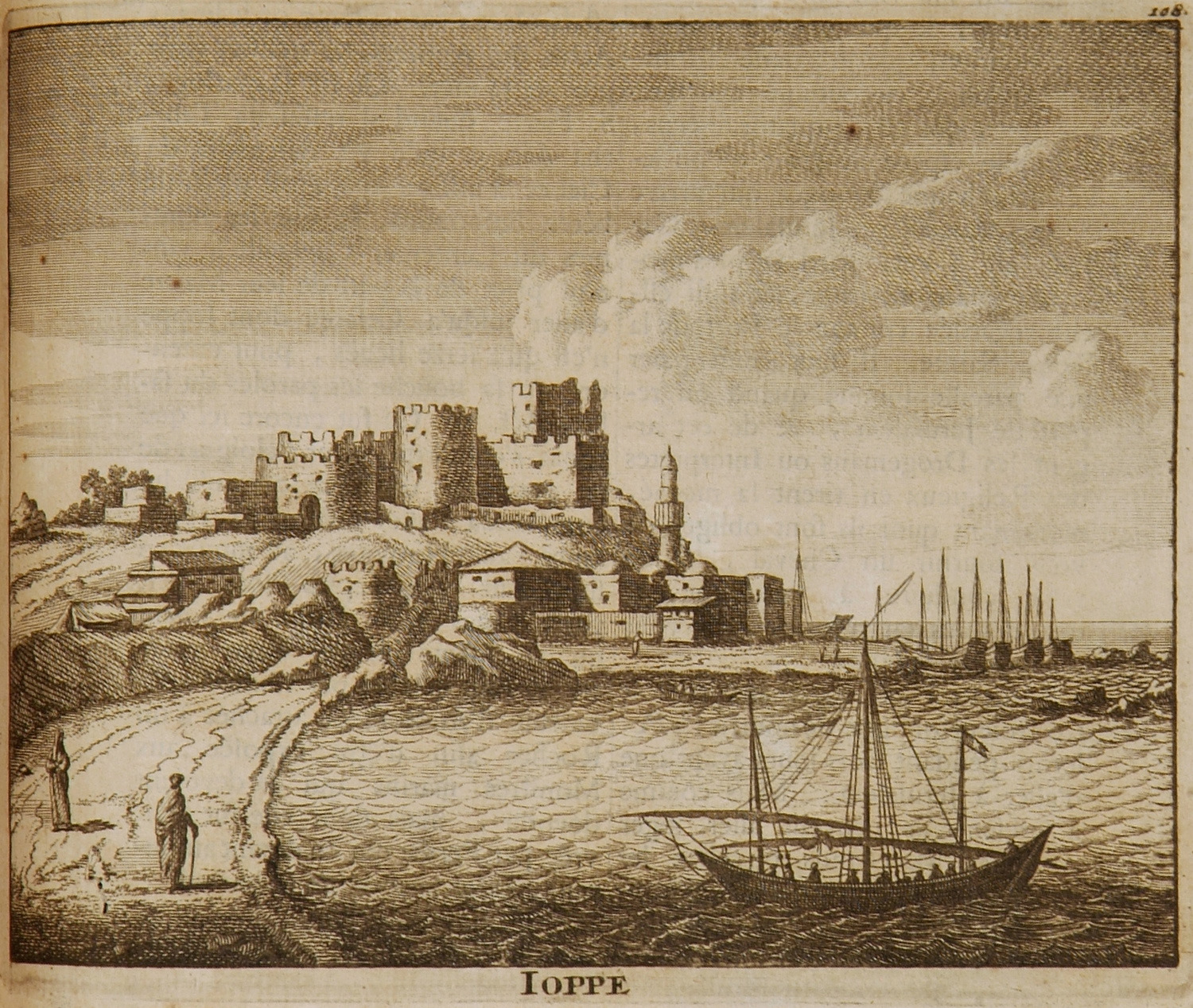
Jaffa na rytině Bruyna de Cornelise (1714)

7. března 1799 Napoleon Bonaparte při svém egyptském tažení dobyl Jaffu a jeho vojáci zabili více než dva tisíce zajatců. Francouzi zde poté založili vlastní kostely a dvě školy.

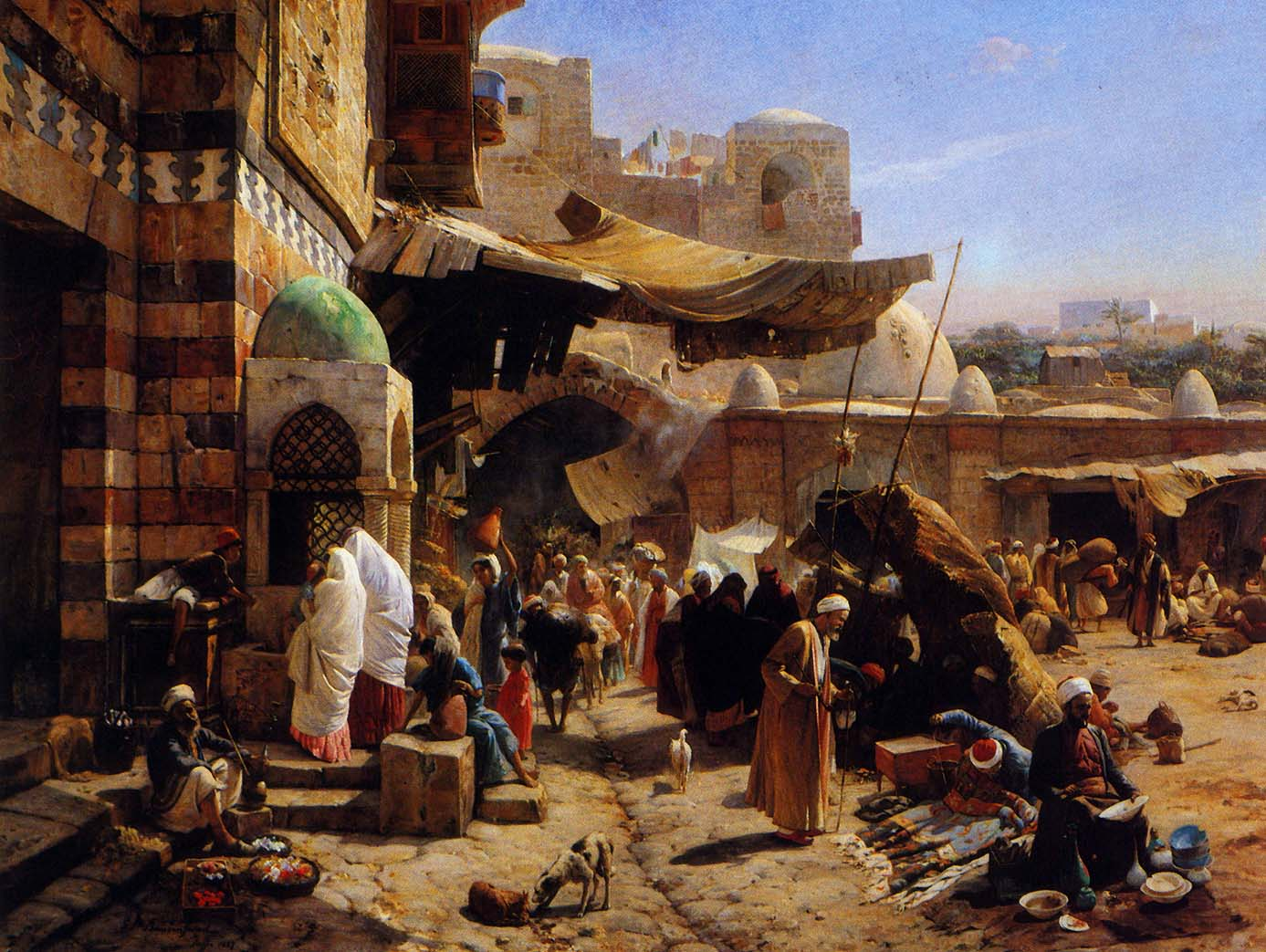
Trh v Jaffě, obraz Gustava Bauernfeinda (1887)

Roku 1892 byla otevřena železniční trať z Jafy do Jeruzaléma. Železniční stanice Jafo byla zrušena roku 1948. Budova stanice se dodnes dochovala a je využívána pro rekreační účely. 
Jaffa byla a je velmi známá pěstováním citrusů. Kamenné schodiště v přístavu je značenou památkou překladiště beden pro jejich transport do zámoří. Do založení Tel Avivu a období Britského mandátu Palestina, měla Jaffa nejvyspělejší finanční, bankovní, rybářský a zemědělský průmysl v Palestině. Bylo zde mnoho továren, specializujících se na výrobu cigaret, cementu, dlažby, střešních tašek, železných odlitků, zpracování bavlny, výroby ručně dělaných koberců, kožených produktů, dřevěných beden pro jaffské pomeranče, textil, tiskoviny a knihy. Většina knih a novin v Palestině byla vydávána v Jaffě.
Začátkem 20. století se populace Jaffy rozrostla a na písečných dunách při pobřeží vyrostlo nové židovské předměstí, které se nazývalo Tel Aviv. Židé ale žili nadále i v Jaffě, od 19. století zde stál židovský hřbitov.
V roce 1904 se do Erec Jisra'el přesunul rabi Abraham Isaac Kook a zaujal pozici vrchního rabína Jaffy. To zahrnovalo také zodpovědnost za nové sekulární sionistické zemědělské osady v okolí. Jeho vliv na lidi rozličných životních stylů byl znatelný. Do života města a jeho okolí se pak snažil implementovat myšlenky Tóry a Halachy.
V roce 1917 vyhnali Osmané všechny židovské obyvatele Jaffy ve strachu, že by britská armáda mohla město okupovat. Britská armáda skutečně město okupovala, ale dovolila jeho obyvatelům návrat.

### Britský mandát Palestina

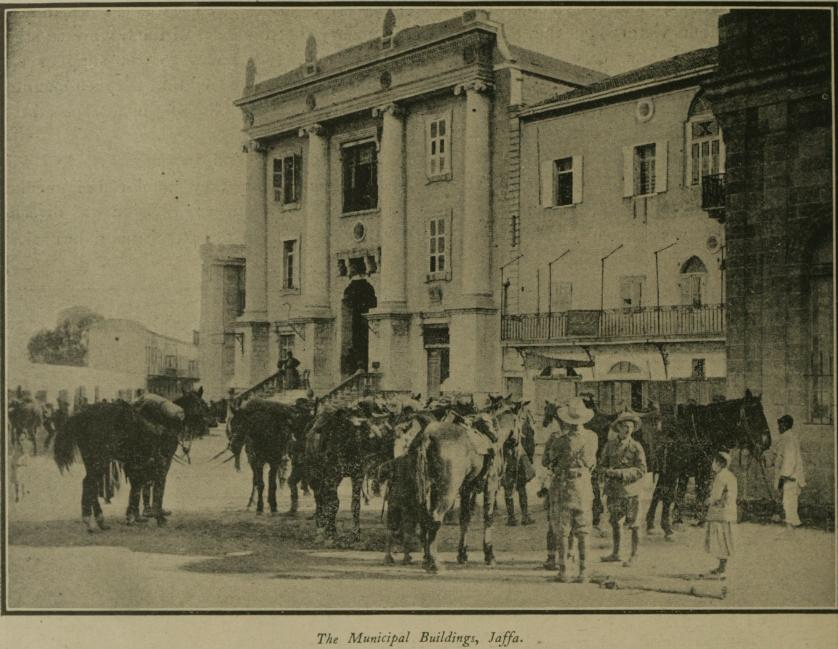
Britští vojáci před budovou Jaffské radnice před její likvidací Araby

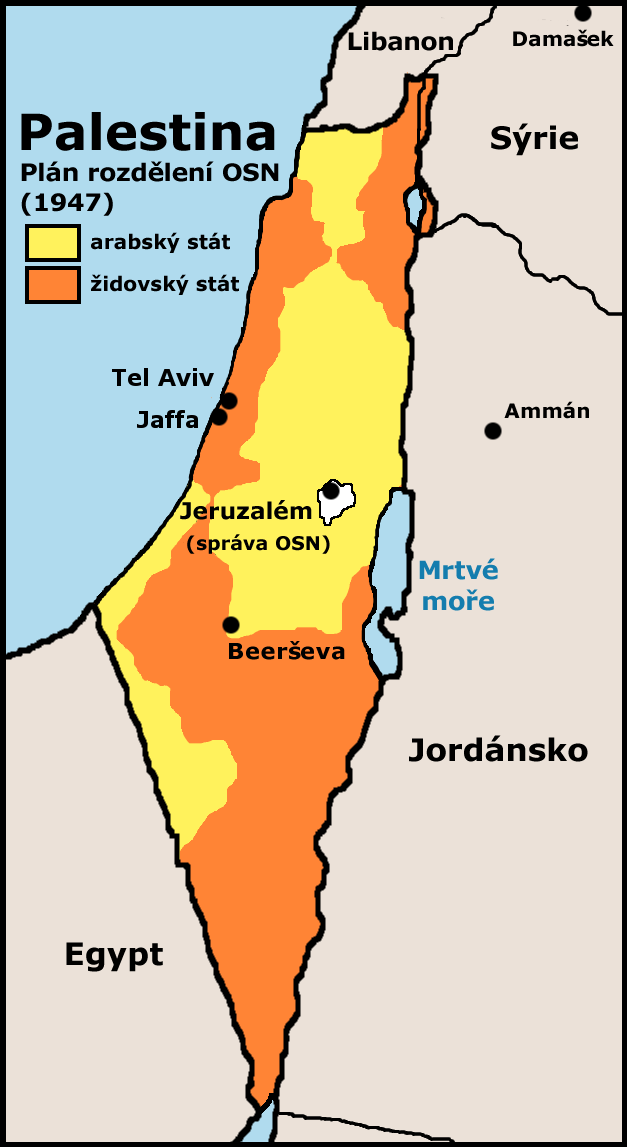
Jaffa na mapě podle plánu OSN na rozdělení Palestiny z roku 1947

Během let 1917–1920 žily v Jaffě tisíce Židů. Vlna arabských pogromů vůči Židům v letech 1920 a 1921 způsobila značný odliv židovských obyvatel do Tel Avivu. V roce 1921 žilo v Tel Avivu pouhých 3 600 Židů. V dubnu téhož roku se toto číslo ztrojnásobilo.
Ke konci roku 1922 měla Jaffa 32 tisíc obyvatel, zatímco Tel Aviv 15 tisíc. Nicméně v roce 1927 již měl Tel Aviv 38 tisíc obyvatel. Židé z Jaffy žili na předměstí Jaffy, blízko Tel Avivu. Staré město Jaffa, které bylo kontrolováno Araby, bylo většinou bez židovského obyvatelstva. Během třicátých let měla obě města přibližně 80 tisíc obyvatel. V roce 1945 vlastnili Arabové 145 km² citrusových sadů, zatímco Židé 66 km².
Velké arabské povstání v Palestině, v letech 1936–1939, způsobilo velké ekonomické a infrastrukturální ztráty Jaffy. Pouliční boje mezi Araby a britskými vojáky poničily mnoho z městských úzkých uliček. Britové zničili mnoho domů patřící arabskému obyvatelstvu. Židé a Britové také přesunuly své obchody z Jaffy (hlavně do Tel Avivu). V reakci na útoky arabských dělníků z přístavu vybudovali Židé moderní přístav v Tel Avivu, což pro Jaffu znamenalo pokles příjmů.
V roce 1945 měla Jaffa 101 580 obyvatel, z čehož bylo 53 930 muslimů, 30 820 Židů a 16 800 křesťanů. Žili zde především ortodoxní křesťané, z nichž přibližně šestina byla řecko-katolického vyznání.

### První arabsko-izraelská válka
Před první arabsko-izraelskou válkou začlenil Plán OSN na rozdělení Palestiny Jaffu do plánovaného židovského státu. Vzhledem k arabské většině však nakonec měla být arabskou enklávou v židovském státě.
Arabové odmítli plán na rozdělení Palestiny 30. listopadu 1947 a den po přijetí rezoluce OSN bylo palestinskými Araby zabito 7 Židů ve třech incidentech: v 8 hodin ráno napadli tři Arabové autobus z Netanji do Jeruzaléma a zabili 5 židovských cestujících; o půl hodiny později byl napaden další autobus a byl zabit židovský cestující; den nato byl zastřelen 25letý židovský muž v Jaffě. V Jeruzalémě svolala Arabská vyšší rada třídenní stávku, počínaje úterkem 2. prosince a následnými velkými demonstracemi po pátečních bohoslužbách.
Vzájemná povstání eskalovala 11. prosince 1947. Toho dne jeruzalémský korespondent časopisu The Times odhadl počet obětí na 130 mrtvých, z toho 70 Židů a 50 Arabů, několik britských vojáků a britský policista.
25. dubna 1948 spustil Irgun ofenzívu v Jaffě, v té době největším arabském palestinském městě, během které většina arabských obyvatel uprchla přes přístav. Jednotky Hagany pak obsadily město 14. května. Z celkových 70-80 tisíc Arabů se rozhodlo zůstat 3 600–4 100. K uctění památky padlých židovských vojáků, kteří zahynuli v bitvě o Jaffu, byla založena Conquest Garden.

## Současná Jaffa

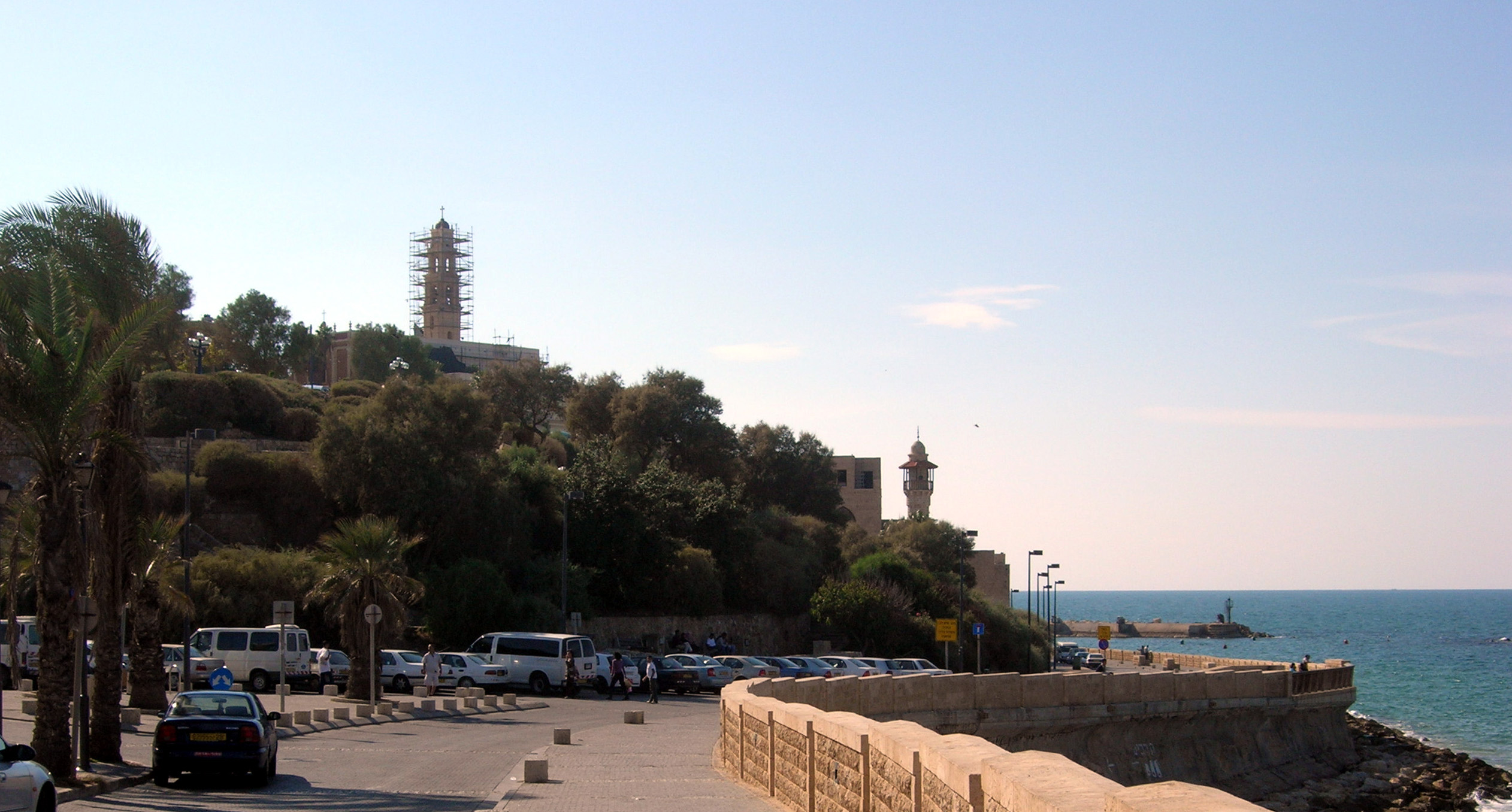
Promenáda v Jaffě

V letech po Válce o nezávislost proudil do Izraele masivní proud židovských imigrantů z Bulharska, Maroka, Rumunska, Iráku, Jemenu, Íránu, Sýrie, Egypta, Libye, Tuniska a dalších zemí, který se usidloval po celém Izraeli, včetně Jaffy.
V roce 1950 byla Jaffa sjednocena s Tel Avivem a od té doby se užívá název Tel Aviv-Jafo. Současná Jaffa má heterogenní židovskou, křesťanskou a muslimskou populaci. Byly obnoveny části Starého města a Jaffa se stala turistickou atraktivitou, která se může pyšnit obnovenými starobylými budovami, galeriemi umění, divadlem, muzeem, obchody se suvenýry, restauracemi, pouličními kavárnami a promenádami. 

### Jaffa mimo Staré město
Páteřní komunikací celé Jaffy je převážně severo-jižní Yefet street, v délce kolem 10 kilometrů, začíná na náměstí u Hodinové věže a končí ve vilové čtvrti na jihu. V celé délce ji propojuje několik linek městských autobusů. Jižní rezidenční část Jaffy má nově vybudovanou tramvajovou trať. Většina obyvatel i turistů je zvyklá k dopravě užívat sdílené koloběžky. 
Jaffa nezahrnuje jen vlastní turistickou oblast Starého města ale i rozsáhlé rezidenční a komerční čtvrtě, které tvoří jihozápadní výběžek Tel Avivu (takzvaná čtvrť Rova 7). Jsou to historické čtvrti Adžami a Giv'at Alija, i novější obytné soubory Neve Golan (neboli Jafo Gimel), Šikunej Chisachon, Cahalon, Dakar, Giv'at ha-Temarim (neboli Jafo Dalet) nebo Giv'at Herzl. Většina z nich bývala socioekonomicky podprůměrná. Nyní například čtvrť Adžami získává na popularitě jako bydliště bohatších lidí, hledajících osobitou historickou architekturu. Čtvrť Menašija, která se rozkládala na pobřeží Středozemního moře severovýchodně od historické Jaffy, byla po roce 1948 osídlena Židy a později takřka zcela zbořena a fakticky již není součástí Jaffy.
Systém veřejného školství zaznamenává mezi arabsky mluvícími dětmi 53 % studentů, kteří nedokončí studia a značná část těch, co střední školu dokončí, nezíská maturitu. Systém vzdělávání hebrejsky mluvících dětí není o mnoho lepší a rodiče, kteří si to mohou dovolit, posílají své děti do škol v Tel Avivu a soukromých křesťanských škol. Situace se však lepší a v Jaffě byly založeny nové školy.
Mezi problémy Jaffy dále patří distribuce drog, vyšší míra kriminality a násilí. Někteří arabští obyvatele tvrdí, že izraelská vláda se pokouší o judaizaci Jaffy tím, že vystěhovává arabské obyvatelstvo z domů společností Amidar. Představitelé Amidaru toto tvrzení vyvracejí s tím, že vystěhovaní jsou ilegální squatteři.
Židovská populace v Jaffě sestává jak ze „starousedlíků“, tj. dětí Židů, kteří se ve městě usadili v 50. a 60. letech, tak z bohatých nově příchozích, kteří kupují staré domy a renovují je. Jafo Gimel, Jafo Dalet a Neve Ofer (ta již ovšem leží mimo vlastní Jaffu) jsou domovem nových imigrantů, hlavně ze zemí bývalého Sovětského svazu.
Někteří z jaffských arabských a izraelských obyvatel obviňují vedení Tel Avivu, že se snaží vymazat arabskou minulost města. Počátkem 50. let arabské názvy mnoha ulic a obchodů nahrazená hebrejskými byla v posledních letech opět upravena, některé jsou trojjazyčné (arabsko-hebrejsko-anglické), na obchodech také ruské. Od 90. let byly obnoveny arabské a muslimské objekty (např. Mořská mešita a Mešita Hassana Beka), v publikacích jsou rovnocenně zmapovány dějiny křesťanské i arabské populace Jaffy.

### 2023
O Velikonocích roku 2023 období klidu přerušily první nepokoje a rakety namířené z pásma Gazy na Tel Aviv. Večer na Velký pátek 7. dubna arabský terorista (občan Izraele) zaútočil autem na promenádě podél pláže z Jaffy, několik turistů zranil a jednoho italského turistu zastřelil. Předznamenal tak současný válečný konflikt.

## Památky
- Pevnost přestavěná na citadelu, komplex staveb různých období, s labyrintem chodeb, schodišť a s ruinami středověkého hospicu pro poutníky; nyní slouží soukromým galeriím a obchodům (je volně průchozí)
- Hodinová věž
- Historický maják (menší) a současný maják
- Park se zbytky valu a novodobou maketou brány egyptského faraóna Ramsese II.
- Torzo Jaffské brány – zdivo z různých období od 13. století př. n. l. do 18. století
- Římskokatolický kostel sv. Petra, barokní stavba založená na středověkých základech roku 1735
- Římskokatolický kostel sv. Antonína Paduánského se střední školou, novogotická stavba ze druhé poloviny 19. století
- Řeckokatolický chrám sv. Antonína Velikého archieparchie maronitů
- Řeckokatolický chrám sv. Jiří filantropické společnosti, na středověkých základech postaven roku 1871 (privátní)
- Chrám sv. Jiří archieparchie melchitů
- Pravoslavný kostel archanděla Michaela
- Arménský kostel s klášterem sv. Mikuláše, založený v 10. století
- Hassan Bekova mešita
- Mořská mešita
- Francouzská kolej svatého Josefa (Jaffa) (Collège des frères St. Joseph)
- Bývalé britské dívčí lyceum  s kaplí
- Saraj – obytný osmanský objekt s lázní, pobořen Araby, po roce 1948 zčásti rekonstruován pro městské archeologické muzeum (roku 2023 nepřístupné) a městské divadlo
- Obytné domy z období funkcionalismu
- Etzelovo museum (Etzel House, Bejt Gidi) – vojenské muzeum paramilitaristické sionistické organizace Irgun; prosklená stavba na ruinách kamenného domu na pláži.

## Fotogalerie

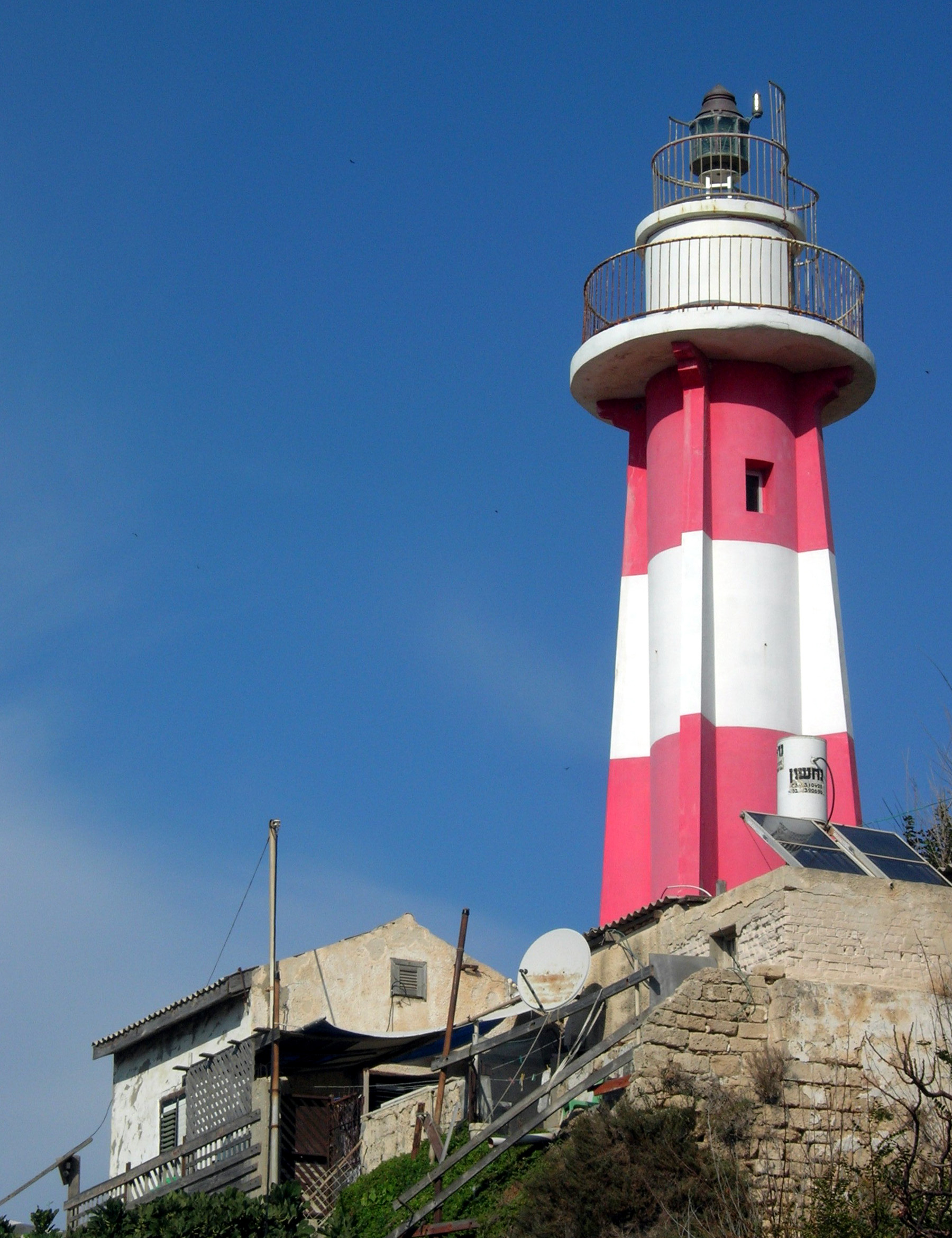
Současný maják
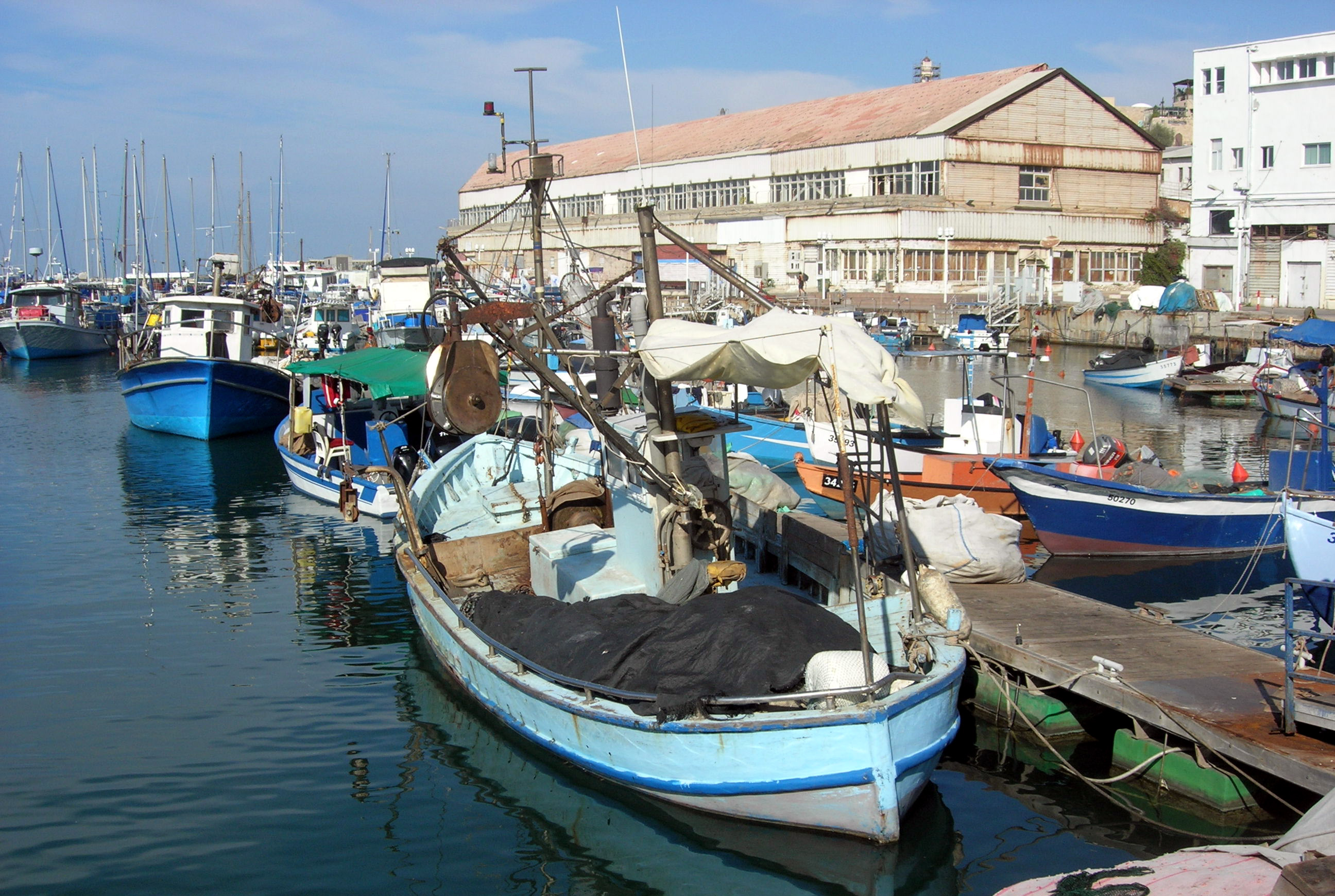
Přístav v Jaffě
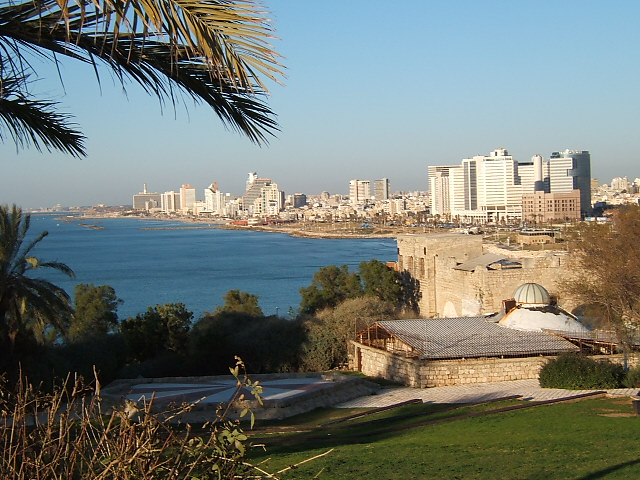
Pohled z Jaffy na Tel Aviv
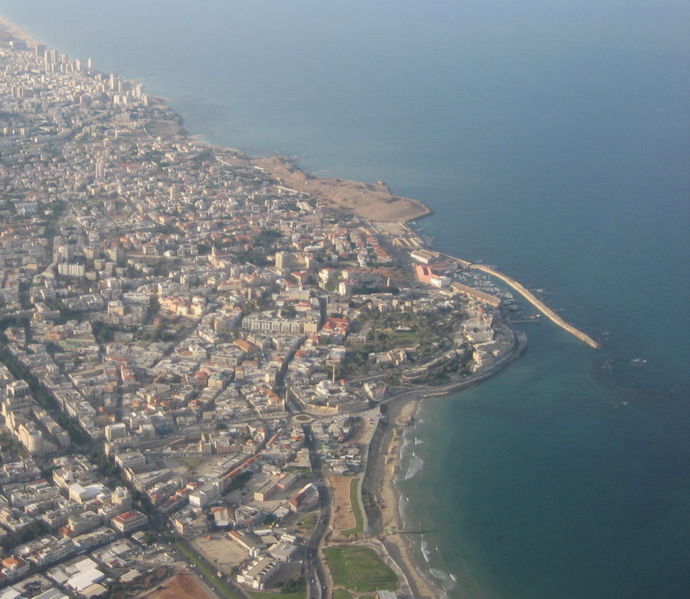
Letecký pohled na Jaffu
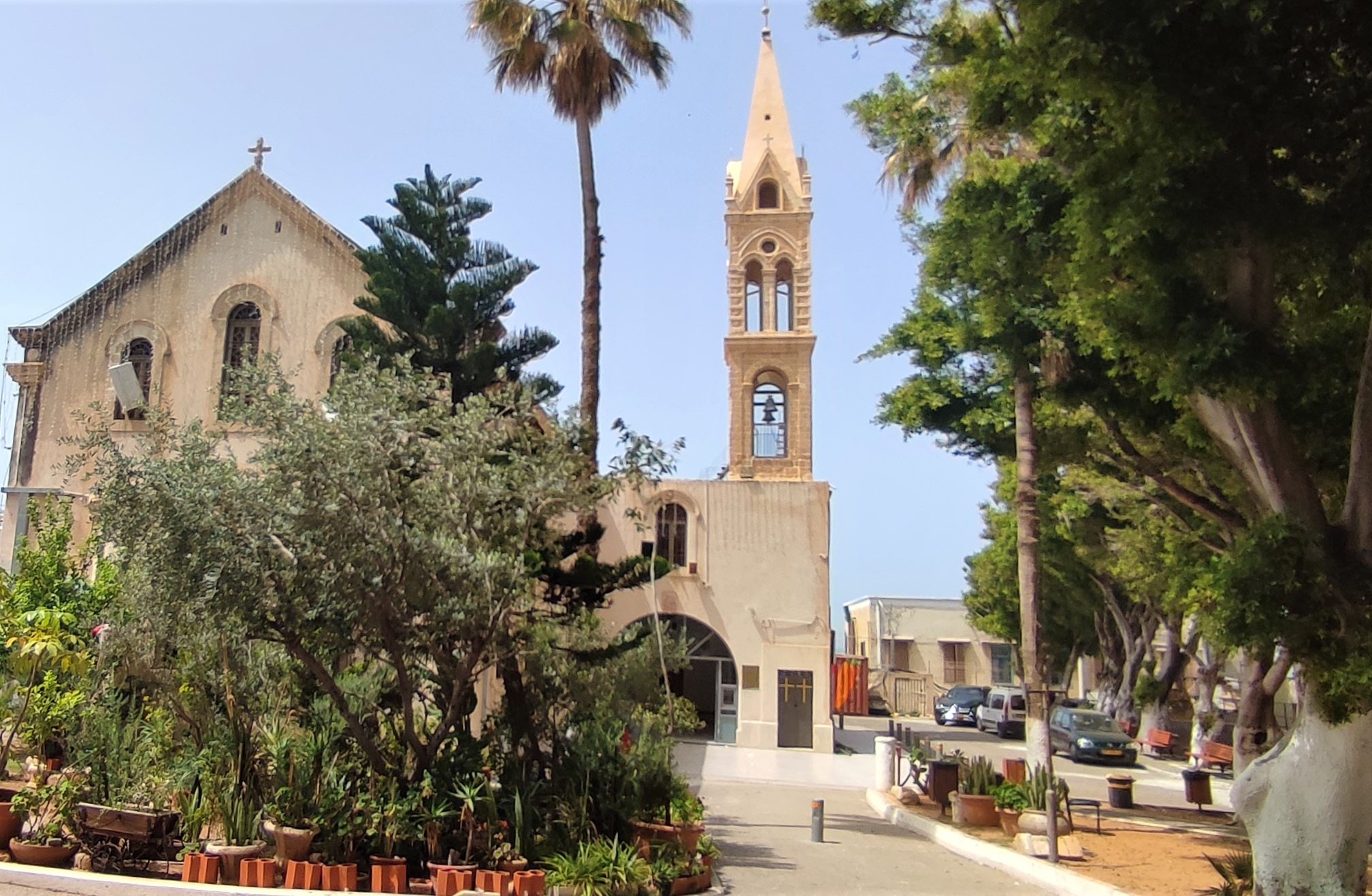
Kostel sv. Jiří
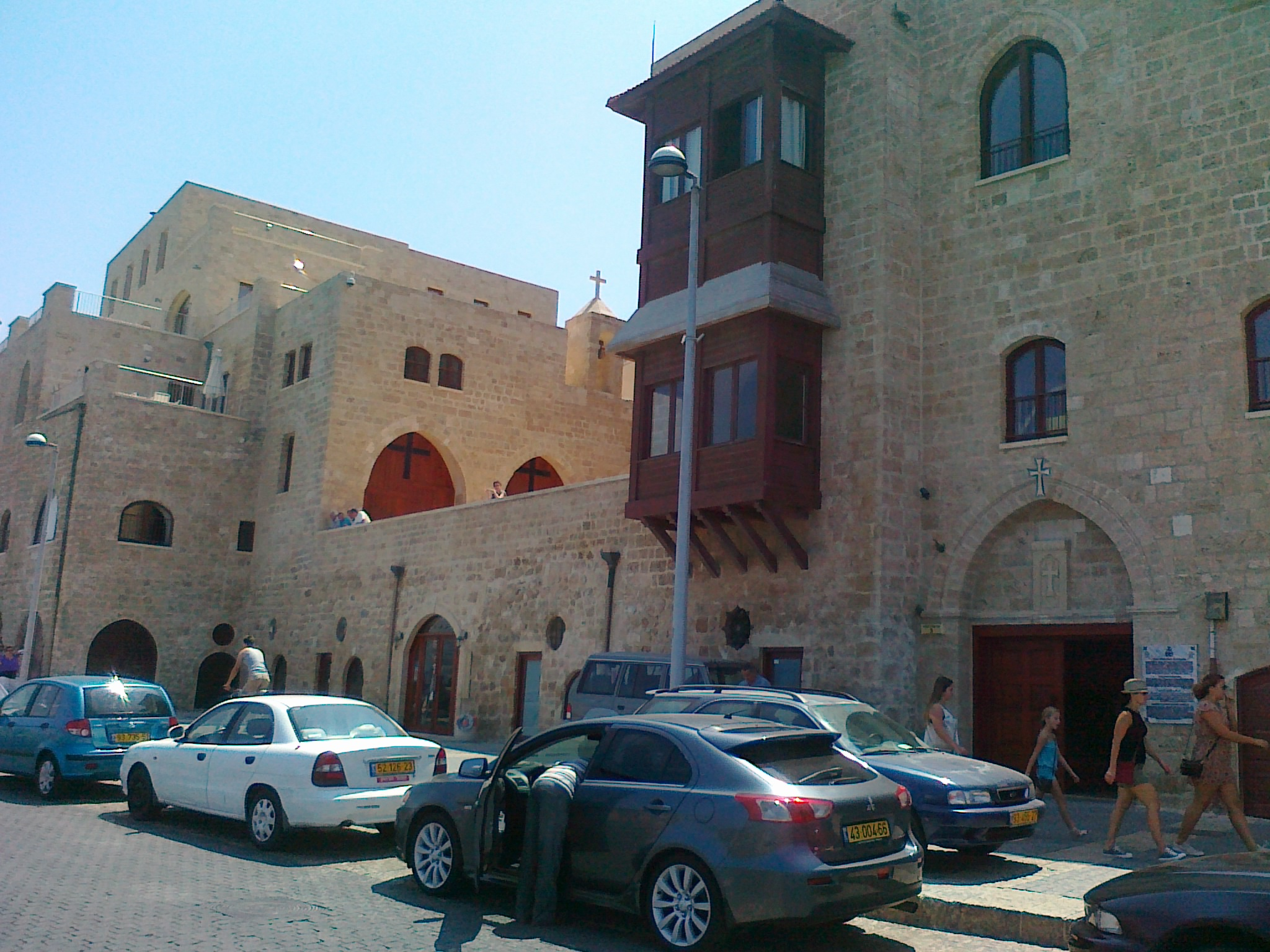
Arménský klášter sv. Mikuláše
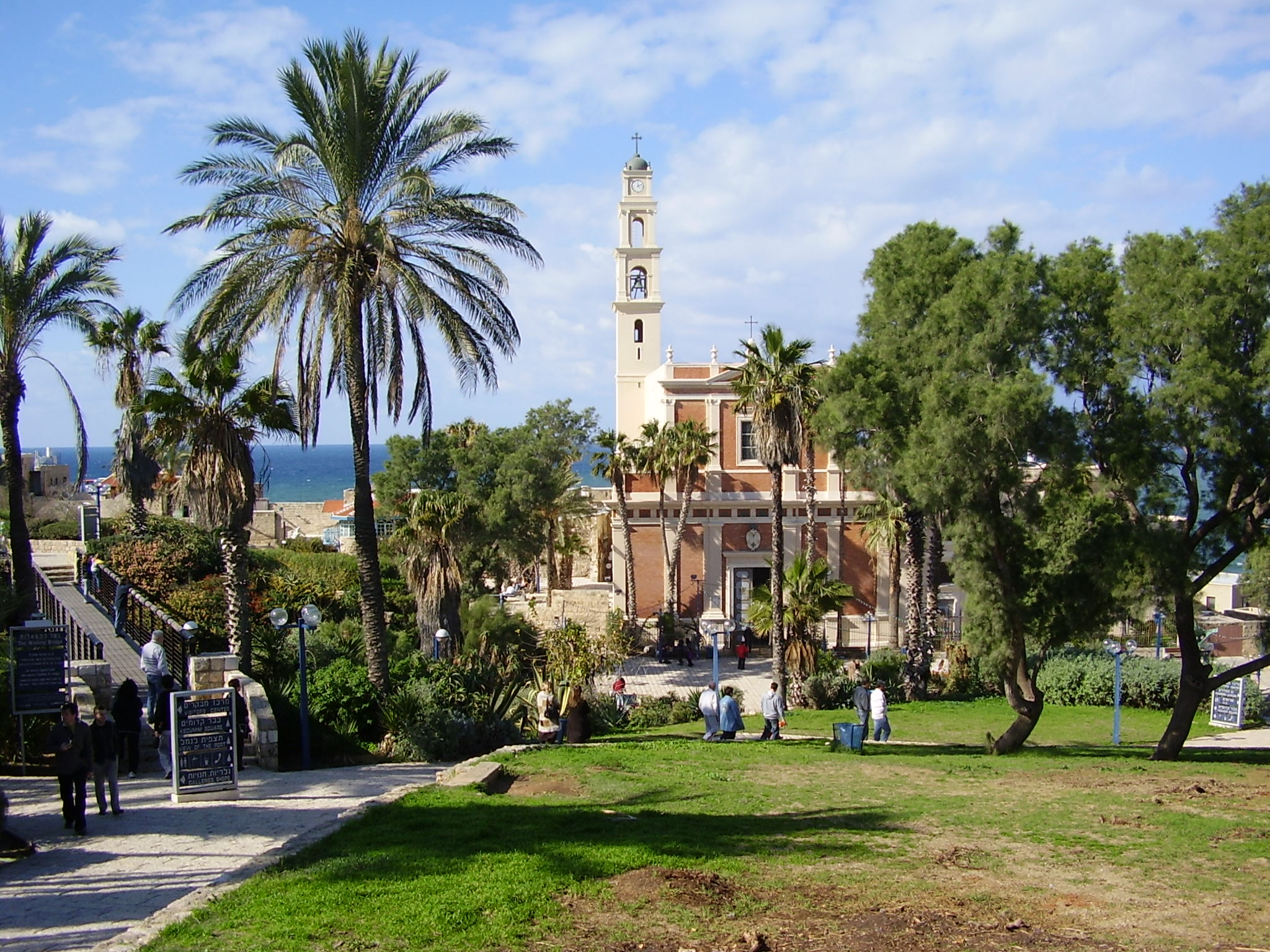
kostel Sv. Petra
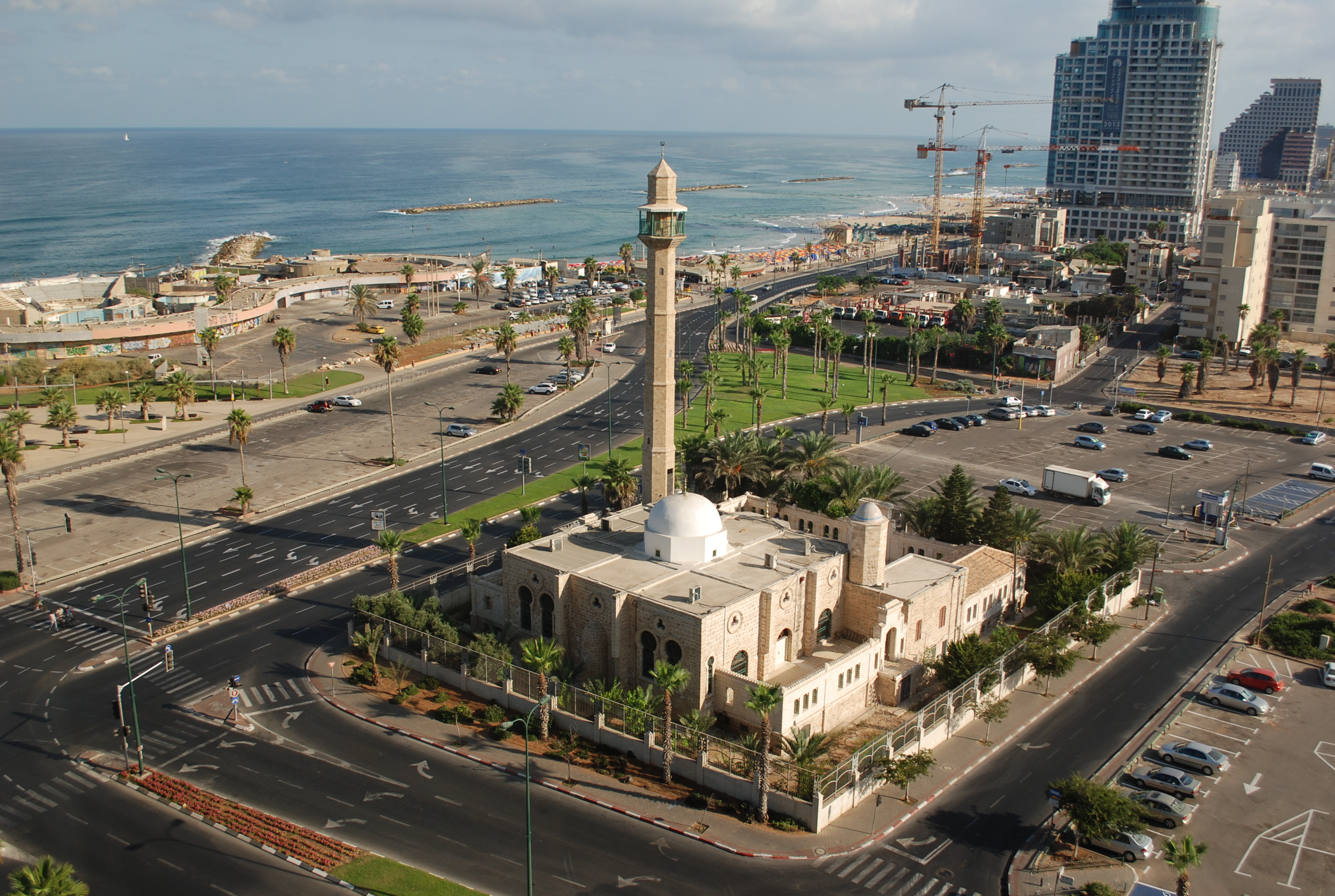
Hassan Bekova mešita
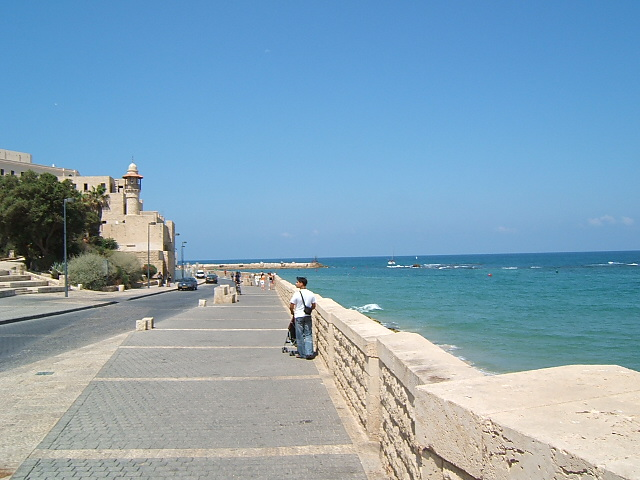
Promenáda u moře
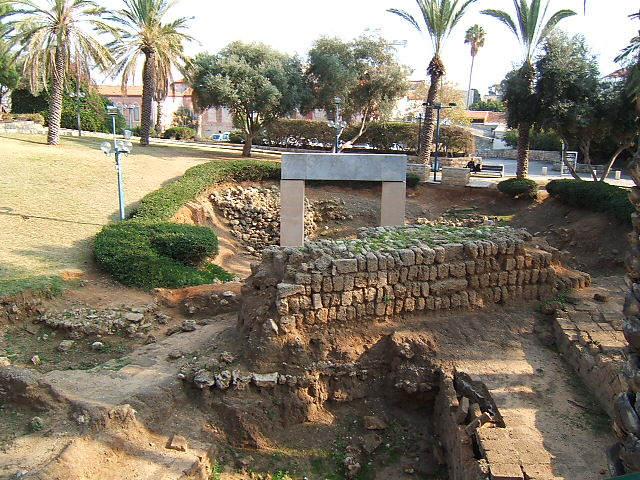
Maketa egyptské brány
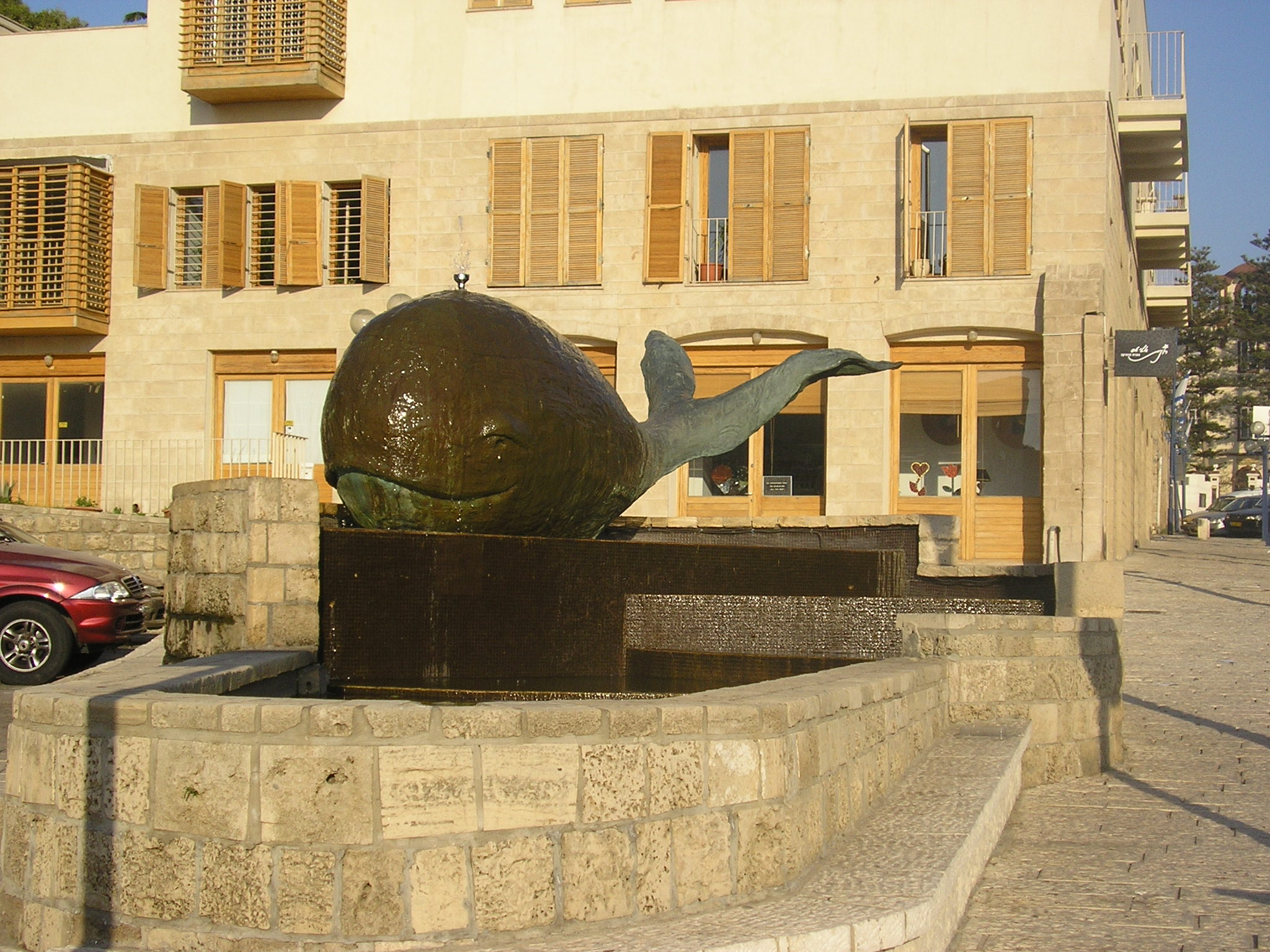
Jonášova kašna u brány